# دان کووی (ملوان)
دان کووی (انگلیسی: Don Cowie؛ زادهٔ ۱ ژانویهٔ ۱۹۶۲) قایقران قایق بادبانی اهل نیوزیلند است.